# Pat Griffith
Patrick "Pat" Waldron Cobham Griffith, né le 26 avril 1925 à Weybridge (Surrey) et mort le 28 janvier 1980 à Vale Royal (Cheshire) à 54 ans de longue maladie, est un ancien pilote automobile britannique de la première moitié des années 1950, sur circuits en voitures de sport.

## Biographie
Éduqué à Bryanston School, il sert durant le second conflit mondial dans le Fleet Air Arm, et notamment à bord du porte-avions HMS Victorious en extrême-orient.
Sa carrière en course s'étale de 1951 à 1954. Il est recruté par Aston Martin en 1952, après avoir failli remporter une première fois le British Empire Trophy sur une MG (circuit de Douglas, sur l'île de Man). La même année il fonde avec les pilotes Jim Mayers -héritier de la famille fondatrice de Polaroid Corporation- et Gerry Ruddock l'écurie des Monkey Stable Lesters.
Il participe aux 24 Heures du Mans 1952, sur Aston Martin DB3 Spider.
Il cesse la compétition peu de temps après un accident sérieux lors de l'édition 1954 des 12 Heures de Hyères.
Il occupe par la suite des postes à responsabilité dans l'industrie automobile de son pays. Il est à compter de 1966 président durant trois ans de Turner & Newall (qui rachète peu de temps auparavant son entreprise familiale la Cooper’s Mechanical Joints), un groupe spécialisé dans la production de ciments et d'amiante qui vient alors de démarrer une activité dans les composants mécaniques. Il devient aussi vice-président de la SMM&T (Society of Motor Manufacturers and Traders (en)).

## Palmarès

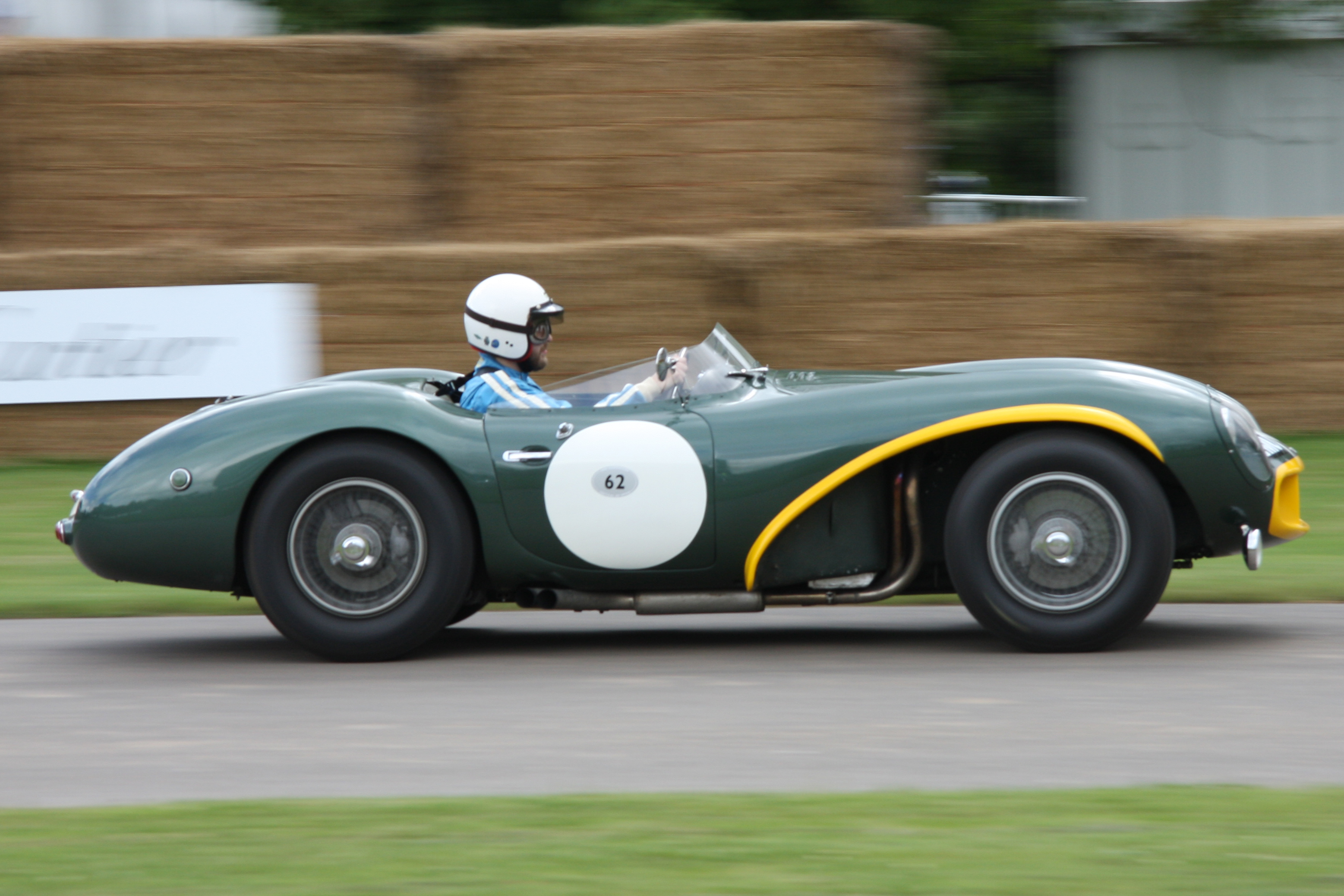
Une Aston Martin DB3 S de retour à Goodwood.

- Circuit de Fairwood en 1952 (National pour 3L.), sur Aston Martin DB2;
- British Empire Trophy en 1952, sur Lister T51-MG (bien qu'ayant percuté un chien);
- 9 Heures de Goodwood (1re édition, une course au dernier tiers disputé de nuit) en 1952, avec Peter Collins sur Aston Martin DB3 S[2];
- RAC Tourist Trophy en 1953, avec Peter Collins sur Aston Martin DB3 S;
  - 2e au circuit de Silverstone en 1951 (National pour 1.5L.), sur Lester T51-MG;
  - 2e au circuit de Castel Combe en 1951 (National pour 1.5L.), sur Lester T51-MG;
  - 2e des 9 Heures de Goodwood en 1953, avec Peter Collins sur Aston Martin DB3 S;
  - 3e des 1 000 kilomètres de Buenos Aires en 1954, avec Peter Collins sur Aston Martin DB3 S.